# Wedding Song
Wedding Song – piosenka skomponowana przez Boba Dylana, nagrana przez niego w listopadzie 1973, wydana na albumie Planet Waves w styczniu 1974.

## Historia i charakter utworu
Piosenka ta została nagrana na 6. sesji do albumu Planet Waves 9 lub 10 listopada 1973 w The Village Recorder Studio B w Los Angeles w stanie Kalifornia.
Piosenka ta jest niczym nie zakamuflowanym, wręcz desperackim wyznaniem miłości Dylana do żony. Dlatego zrezygnował on z zespołu akompaniującego, którym była grupa The Band i wykonał ten utwór wyłącznie przy wtórze swojej gitary i harmonijki ustnej. Niektórzy uważają, że kompozycja ta jest także wytłumaczeniem, dlaczego przez ponad 8 lat pozostawał całkowicie na uboczu, nie udając się na żadne koncertowe tury.
Jednak uważne przeczytanie tekstu nasuwać może także wniosek, że owo odosobnienie, może nawet romantyczna próba ożywienia związku w Woodstocku, w duchu tradycji amerykańskich transcendentalistów – Thoreau i Emersona – poniosła porażkę, nawet jeśli porażkę wzniosłą. Z tego punktu widzenia wers I love you more than ever now that the past is gone wydaje się przekazaniem swojej decyzji o wyruszeniu na trasę koncertową.
W styczniu 1974 Dylan wyruszył na swoją trasę koncertową z grupą The Band. Podczas tego tournée wykonywał "Wedding Song".
Dylan nigdy nie wykonywał tej piosenki na koncertach.

## Muzycy
Sesja 6.
- Bob Dylan – gitara, harmonijka, wokal

## Wykonania piosenki przez innych artystów
- Dave Browning – Forever Young (1982)